# اليمن في الألعاب الأولمبية الصيفية 2012
شارك اليمن في دورة الألعاب الأولمبية الصيفية 2012 في لندن بالمملكة المتحدة، في الفترة من 27 يوليو - 12 أغسطس 2012.
اختارت اللجنة الأولمبية اليمنية فريقًا من أربعة رياضيين، ثلاثة رجال وامرأة واحدة، للتنافس في ثلاث رياضات. ومن بين الرياضيين اليمنيين، ظهر لاعب الجودو علي خصروف للمرة الثانية على التوالي في الأولمبياد. كان لاعب التايكوندو وبطل الألعاب العربية 2011 تميم القباطي حاملًا لعلم البلاد في حفل الافتتاح.

## المشاركون
شارك اليمن بأربعة لاعبين فقط هم: «اللاعب تميم القباطي في التايكوندو واللاعب علي خصروف في الجودو واللاعبان نبيل الجربي 1500 متر وفاطمة دحمان 100 متر في ألعاب القوى».